# Рипінський повіт
Рипінський повіт (пол. powiat rypiński) — один з 19 земських повітів Куявсько-Поморського воєводства Польщі.
Утворений 1 січня 1999 року в результаті адміністративної реформи.

## Загальні дані
Повіт знаходиться у східній частині воєводства.
Адміністративний центр — місто Рипін.
Станом на 1.01.2008 населення становить 44 143 осіб, площа 586,47 км².

## Демографія
Демографічні дані повіту станом на 30.06.2005:
|       | Всього | Всього | Жінки  | Жінки | Чоловіки | Чоловіки |
| ----- | ------ | ------ | ------ | ----- | -------- | -------- |
|       | осіб   | %      | осіб   | %     | осіб     | %        |
| Повіт | 44 373 | 100    | 22 593 | 50,9  | 21 780   | 49,1     |
| Міста | 16 545 | 100    | 8683   | 52,5  | 7862     | 47,5     |
| Села  | 27 828 | 100    | 13 910 | 50    | 13 918   | 50       |